# Ракита (Тимиш)
Ракита (рум. Răchita) насеље је у Румунији у округу Тимиш у општини Думбрава. Oпштина се налази на надморској висини од 137 m.

## Прошлост
По "Румунској енциклпедији" место се први пут помиње 1393. године. Када је 1717. године извршен пописа записано је ту 30 домова.
Аустријски царски ревизор Ерлер је 1774. године констатовао да место припада Лунгшком округу, Лугожког дистрикта. Становништво је било претежно влашко.

## Становништво
Према подацима из 2002. године у насељу је живело 1194 становника.

### Попис2002.
| Расподела становништва по националности 2002.‍ | Расподела становништва по националности 2002.‍ | Расподела становништва по националности 2002.‍ | Расподела становништва по националности 2002.‍ | Расподела становништва по националности 2002.‍ |
| --------------------------------------------- | --------------------------------------------- | --------------------------------------------- | --------------------------------------------- | --------------------------------------------- |
|                                               |                                               |                                               |                                               |                                               |
| Румуни                                        | Румуни                                        |                                               | 1.178                                         | 99,1%                                         |
| Украјинци                                     | Украјинци                                     |                                               | 11                                            | 0,9%                                          |